# 마드라스타
《마드라스타》(타갈로그어: Madrasta)는 2019년 방영된 필리핀의 드라마이다.